# Langrenus (cratera)
A cratera Langrenus e arredores
Langrenus é uma cratera de impacto lunar, situada no lado visível da Lua. Ela fica localizada no lado Leste da borda do Mare Fecunditatis, no lado Leste da Lua. Ao Sul desta, está localizado um par de crateras sobrepostas: Vendelinus e a menor, Lamé.